# Cammy MacGregor
Pour les articles homonymes, voir MacGregor.
Ne pas confondre avec Cynthia MacGregor, sa sœur aînée également joueuse de tennis.
Cammy MacGregor (née le 11 octobre 1968) est une joueuse de tennis américaine, professionnelle du milieu des années 1980 à 1995.
Elle a atteint le 75e rang mondial en simple le 13 octobre 1986 et le 38e en double le 26 octobre 1992.
En 1989, elle a joué le 4e tour à l'Open d'Australie (battue par Zina Garrison), sa meilleure performance en simple dans une épreuve du Grand Chelem.
Cammy MacGregor a remporté trois tournois WTA en double dames au cours de sa carrière.
Elle est la sœur cadette de Cynthia, elle aussi joueuse professionnelle.

## Palmarès

### Titre en simple dames
Aucun

### Finale en simple dames
| No | Date       | Nom et lieu du tournoi                     | Catégorie | Dotation | Surface    | Vainqueure  | Score         |          |
| -- | ---------- | ------------------------------------------ | --------- | -------- | ---------- | ----------- | ------------- | -------- |
| 1  | 24-04-1989 | Taipei International Championships, Taïwan | Tier V    | 50 000 $ | Dur (ext.) | Anne Minter | 6-1, 4-6, 6-2 | Parcours |

### Titres en double dames
| No | Date       | Nom et lieu du tournoi                    | Catégorie | Dotation  | Surface         | Partenaire        | Finalistes                      | Score         |          |
| -- | ---------- | ----------------------------------------- | --------- | --------- | --------------- | ----------------- | ------------------------------- | ------------- | -------- |
| 1  | 20-04-1987 | Taipei International Championships Taïwan |           | 50 000 $  | Moquette (int.) | Cynthia MacGregor | Sandy Collins Sharon Walsh-Pete | 7-6, 5-7, 6-4 | Parcours |
| 2  | 28-10-1991 | Arizona Classic Scottsdale                | Tier IV   | 150 000 $ | Dur (ext.)      | Peanut Louie      | Sandy Collins Elna Reinach      | 7-5, 3-6, 6-3 | Parcours |
| 3  | 12-04-1993 | Volvo Open Pattaya                        | Tier IV   | 100 000 $ | Dur (ext.)      | Catherine Suire   | Patty Fendick Meredith McGrath  | 6-3, 7-6      | Parcours |

### Finales en double dames
| No | Date       | Nom et lieu du tournoi                 | Catégorie | Dotation  | Surface      | Vainqueures                      | Partenaire        | Score                                            |          |
| -- | ---------- | -------------------------------------- | --------- | --------- | ------------ | -------------------------------- | ----------------- | ------------------------------------------------ | -------- |
| 1  | 14-07-1986 | Virginia Slims of Newport Newport (RI) |           | 150 000 $ | Gazon (ext.) | Terry Holladay Heather Ludloff   | Gretchen Rush     | 6-1, 6-7, 6-3                                    | Parcours |
| 2  | 12-10-1987 | Honda Classic San Juan                 |           | 75 000 $  | Dur (ext.)   | Lise Gregory Ronni Reis          | Cynthia MacGregor | 7-5, 7-5                                         | Parcours |
| 3  | 25-01-1988 | Nutri-Metics Auckland                  | Tier V    | 50 000 $  | Dur (ext.)   | Patty Fendick Jill Hetherington  | Cynthia MacGregor | 6-2, 6-1                                         | Parcours |
| 4  | 28-03-1988 | Eckerd Open Tampa                      | Tier IV   | 200 000 $ | Terre (ext.) | Terry Phelps Raffaella Reggi     | Cynthia MacGregor | 6-2, 6-4                                         | Parcours |
| 5  | 18-07-1988 | OTB Open Schenectady                   | Tier V    | 50 000 $  | Dur (ext.)   | Ann Henricksson Julie Richardson | Lea Antonoplis    | 6-3, 3-6, 7-5                                    | Parcours |
| 6  | 23-10-1989 | Puerto Rico Open San Juan              | Tier IV   | 100 000 $ | Dur (ext.)   | Aucune -                         | Ronni Reis        | finale annulée face à Gigi Fernandez-Robin White | Parcours |
| 7  | 28-09-1992 | P&G Open Taïwan                        | Tier IV   | 100 000 $ | Dur (ext.)   | Jo-Anne Faull Julie Richardson   | Amanda Coetzer    | 3-6, 6-3, 6-2                                    | Parcours |
| 8  | 11-01-1993 | Sunsmart Victorian Open Melbourne      | Tier IV   | 100 000 $ | Dur (ext.)   | Nicole Provis Nathalie Tauziat   | Shaun Stafford    | 1-6, 6-3, 6-3                                    | Parcours |

## Parcours en Grand Chelem

### En simple dames
| Année | Open d'Australie | Open d'Australie   | Internationaux de France | Internationaux de France | Wimbledon       | Wimbledon          | US Open         | US Open         |
| ----- | ---------------- | ------------------ | ------------------------ | ------------------------ | --------------- | ------------------ | --------------- | --------------- |
| 1986  | n/a              | n/a                | -                        | -                        | -               | -                  | 2e tour (1/32)  | Stephanie Rehe  |
| 1987  | 2e tour (1/32)   | Jennifer Mundel    | -                        | -                        | 1er tour (1/64) | Lisa Gould         | 1er tour (1/64) | Petra Huber     |
| 1988  | 3e tour (1/16)   | Steffi Graf        | -                        | -                        | -               | -                  | -               | -               |
| 1989  | 4e tour (1/8)    | Zina Garrison      | -                        | -                        | 1er tour (1/64) | Catarina Lindqvist | 2e tour (1/32)  | Arantxa Sánchez |
| 1990  | 2e tour (1/32)   | Hana Mandlíková    | 2e tour (1/32)           | Jennifer Capriati        | 1er tour (1/64) | Pascale Etchemendy | 1er tour (1/64) | Kimiko Date     |
| 1991  | 1er tour (1/64)  | Catarina Lindqvist | -                        | -                        | -               | -                  | -               | -               |
| 1993  | -                | -                  | -                        | -                        | 1er tour (1/64) | Kateřina Kroupová  | -               | -               |

À droite du résultat, l’ultime adversaire.

### En double dames
| Année | Open d'Australie             | Open d'Australie            | Internationaux de France     | Internationaux de France | Wimbledon                    | Wimbledon                  | US Open                      | US Open                    |
| ----- | ---------------------------- | --------------------------- | ---------------------------- | ------------------------ | ---------------------------- | -------------------------- | ---------------------------- | -------------------------- |
| 1986  | n/a                          | n/a                         | -                            | -                        | 1er tour (1/32) C. MacGregor | Patty Fendick Hetherington | 1er tour (1/32) C. MacGregor | C. Bassett B. Gadusek      |
| 1987  | 1er tour (1/16) C. MacGregor | Jo Durie Anne Hobbs         | -                            | -                        | 2e tour (1/16) C. MacGregor  | Bettina Bunge G. Fernández | 2e tour (1/16) C. MacGregor  | Jana Novotná C. Suire      |
| 1988  | 1er tour (1/32) C. MacGregor | B. Schultz H. Ter Riet      | -                            | -                        | 1er tour (1/32) C. MacGregor | Jo Durie Sharon Walsh      | 3e tour (1/8) C. MacGregor   | G. Fernández Robin White   |
| 1989  | 2e tour (1/16) C. MacGregor  | Katrina Adams Zina Garrison | 2e tour (1/16) Sharon Walsh  | Tine Scheuer C. Tanvier  | 1er tour (1/32) C. MacGregor | E. Smylie W. Turnbull      | 2e tour (1/16) C. Lindqvist  | Jana Novotná Helena Suková |
| 1990  | 1/4 de finale C. MacGregor   | Jana Novotná Helena Suková  | 1er tour (1/32) C. MacGregor | B. Nagelsen Monica Seles | 1er tour (1/32) C. MacGregor | A. Dechaume N. Herreman    | 1er tour (1/32) Hu Na        | Mary Pierce Luanne Spadea  |
| 1991  | 3e tour (1/8) Henricksson    | Kathy Jordan E. Smylie      | -                            | -                        | 1er tour (1/32) Penny Barg   | Kimiko Date Ei Iida        | 1er tour (1/32) Penny Barg   | Amy Frazier Maya Kidowaki  |
| 1992  | -                            | -                           | -                            | -                        | 1er tour (1/32) Peanut Louie | Lori McNeil Rennae Stubbs  | 2e tour (1/16) Kimberly Po   | C. Martínez Mercedes Paz   |
| 1993  | 2e tour (1/16) S. Stafford   | Lori McNeil Rennae Stubbs   | -                            | -                        | 2e tour (1/16) S. Stafford   | G. Fernández N. Zvereva    | 2e tour (1/16) S. Stafford   | Pam Shriver E. Smylie      |
| 1994  | -                            | -                           | -                            | -                        | -                            | -                          | 1er tour (1/32) V. Paynter   | S. Appelmans M. Maleeva    |

Sous le résultat, la partenaire ; à droite, l’ultime équipe adverse.

### En double mixte
| Année | Open d'Australie           | Open d'Australie        | Internationaux de France    | Internationaux de France    | Wimbledon                  | Wimbledon                | US Open | US Open |
| ----- | -------------------------- | ----------------------- | --------------------------- | --------------------------- | -------------------------- | ------------------------ | ------- | ------- |
| 1989  | -                          | -                       | 1er tour (1/32) John Letts  | Sabrina Goleš G. Ivanišević | 1er tour (1/32) John Letts | R. Fairbank Danie Visser | -       | -       |
| 1990  | -                          | -                       | 1er tour (1/32) Van Emburgh | S. Testud Winogradsky       | -                          | -                        | -       | -       |
| 1991  | 1/4 de finale R. Van't Hof | Robin White Scott Davis | -                           | -                           | -                          | -                        | -       | -       |

Sous le résultat, le partenaire ; à droite, l’ultime équipe adverse.

## Classements WTA en fin de saison

### En simple
| Année | 1985 | 1986 | 1987 | 1988 | 1989 | 1990 | 1991 | 1992 | 1993 | 1994 |
| Rang  | 215  | 77   | 134  | 189  | 96   | 120  | 164  | 198  | 195  | 456  |

Source : (en) « Classements de Cammy MacGregor », sur le site officiel du WTA Tour

### En double
| Année | 1986 | 1987 | 1988 | 1989 | 1990 | 1991 | 1992 | 1993 | 1994 |
| Rang  | 108  | 73   | 58   | 59   | 67   | 63   | 64   | 76   | 267  |

Source : (en) « Classements de Cammy MacGregor », sur le site officiel du WTA Tour